# さくら会病院
さくら会病院（さくらかいびょういん）は、社会医療法人さくら会が大阪府大阪狭山市に設置する病院。

## 診療科
（この節の出典）
- 脳神経外科
- 整形外科
- 内科
- リハビリテーション科
- 救急科
- 神経内科
- 消化器内科（内視鏡）・外科
- 形成外科
- 総合診療科

## 交通アクセス
- 南海電気鉄道高野線金剛駅徒歩約10分、南海バス金剛駅・泉ヶ丘駅から停留所「北村」下車[2]